# Hok Tsui Shan
Hok Tsui Shan (kinesiska: 鶴咀山, 鹤咀湾) är ett berg i Hongkong (Kina). Det ligger i den centrala delen av Hongkong. Toppen på Hok Tsui Shan är 149 meter över havet. Hok Tsui Shan ingår i The Twins.
Terrängen runt Hok Tsui Shan är kuperad åt nordväst, men söderut är den platt. Havet är nära Hok Tsui Shan åt sydost.  Centrala Hongkong ligger 12,1 km nordväst om Hok Tsui Shan. 